# Ramsey, Minnesota
Ramsey, Minnesota là một thành phố nằm ở quận Anoka thuộc tiểu bang Minnesota, Hoa Kỳ. Thành phố có diện tích 77,0  km² với diện tích mặt nước là 2,5  km², dân số theo ước tính năm 2009 của Cục điều tra dân số Hoa Kỳ là 23.938 người.